# A Ferencvárosi TC 2013–2014-es szezonja
Ez a szócikk a Ferencvárosi TC 2013–2014-es szezonjáról szól, amely sorozatban az ötödik, összességében pedig a 110. idénye a csapatnak a magyar első osztályban. A szezon 2013 júliusában kezdődött, és 2014 májusában ér majd véget. A klub fennállásának ekkor volt a 115. évfordulója.
Július 2-án Ricardo Moniz, a csapat vezetőedzője, 2016 nyaráig meghosszabbította az eredetileg 2014 nyarán lejáró szerződését. A holland trénert 2012 augusztusában nevezték ki a zöld-fehérek szakmai stábjának az élére. 2013. december 1-jén a klub menesztette Monizt, és az addigi pályaedzőt, Máté Csabát bízták meg a csapat irányításával. A klub december 18.-án a német Thomas Doll-t nevezte ki a csapat élére.
A csapat a hazai mérkőzéseit, az előző szezonhoz hasonlóan, a 2013–14-es idényben is a Puskás Ferenc Stadionban játssza, az Albert Flórián Stadion átépítése miatt.

## Átigazolások

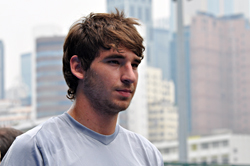
Kurucz Péter

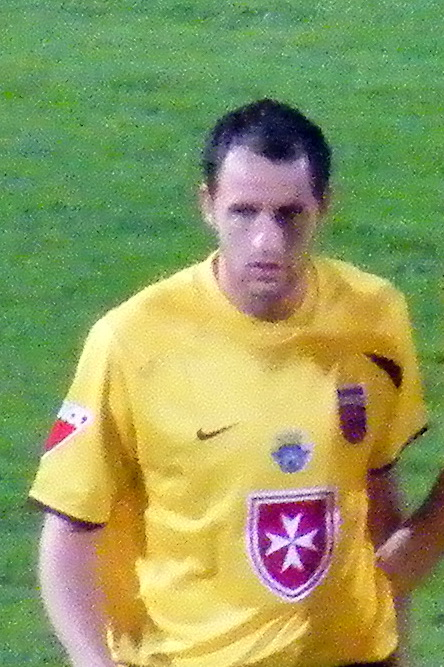
Hidvégi Sándor

A felkészülés kezdetére visszatértek a 2012–13-as szezonban kölcsönben szereplő játékosai a klubnak. Ők Busai Attila, Grúz Tamás, Máté János, valamint Zsivóczky Norbert voltak. A szerb Milan Perić egyéves kölcsönszerződése lejárt a Ferencvárosnál. Az első edzéstől a csapattal készülhetett három fiatal a második csapattól, Birtalan János, Nehéz Máté, illetve Popgeorgiev Pantelis.
Június 27-én jelentették be az új szezon első igazolását, a holland Arsenio Valpoort személyében. A Heerenveentől érkező, korábbi utánpótlás-válogatott támadó egy plusz egyéves szerződést kötött a klubbal. Másnap, június 28-án újabb igazolást jelentett be a vezetőség. Kurucz Péter, a BFC Siófok csapatától szerződött a fővárosba. Kurucz többszörös utánpótlás-válogatott kapus, korábban a Premier League-ben is pályára léphetett, a West Ham United színeiben.
Július 1-jével kilenc játékosnak járt le a szerződése a csapatnál. Stanley Aborah, Júnior Fell, Juha Hakola, Martin Klein, Quenten Martinus, Máté János, Marko Ranilovič, Sváb Dániel, valamint Zsivóczky Norbert távozott a Ferencvárostól.
Július 4-én Orosz Márk egy évre a Lombard Pápához került kölcsönbe.
Július 8-án újabb két igazolást mutattak be. Hidvégi Sándor az MTK Budapest csapatától érkezett, egyszeres magyar bajnoknak vallhatja magát, a 2010–11-es évad végén a Videoton csapatával ünnepelhetett bajnoki címet. A holland támadó, Jack Tuijp a Volendamtól szerződött Magyarországra. Tuijp háromszor hódította el a holland másodosztályban a gólkirályi címet (2008: 26 gól, 2012: 20 gól, 2013: 27 gól).

| Név                  | Nemzetiség         | Poszt              | Életkor            | Honnan                      | Időpont                | Név                    | Nemzetiség         | Poszt              | Életkor            | Hová               | Időpont                |
| Érkezett játékosok   | Érkezett játékosok | Érkezett játékosok | Érkezett játékosok | Érkezett játékosok          | Érkezett játékosok     | Távozott játékosok     | Távozott játékosok | Távozott játékosok | Távozott játékosok | Távozott játékosok | Távozott játékosok     |
| Arsenio Valpoort     | holland            | CS                 | 20                 | Heerenveen                  | 2013. június 27. ()    | Milan Perić            | szerb              | CS                 | 27                 | Videoton (kv.)     | 2013. június 30. ()    |
| Kurucz Péter         | magyar             | K                  | 25                 | BFC Siófok                  | 2013. június 28. ()    | Stanley Aborah         | belga              | KP                 | 26                 |                    | 2013. július 1. ()     |
| Busai Attila         | magyar             | KP                 | 24                 | Szolnoki MÁV (kv.)          | 2013. június 30. ()    | Júnior Fell            | brazil             | V                  | 21                 |                    | 2013. július 1. ()     |
| Grúz Tamás           | magyar             | V                  | 27                 | Szolnoki MÁV (kv.)          | 2013. június 30. ()    | Juha Hakola            | finn               | KP                 | 25                 |                    | 2013. július 1. ()     |
| Máté János           | magyar             | CS                 | 23                 | BFC Siófok (kv.)            | 2013. június 30. ()    | Martin Klein           | cseh               | V                  | 29                 |                    | 2013. július 1. ()     |
| Zsivóczky Norbert    | magyar             | KP                 | 25                 | Szigetszentmiklósi TK (kv.) | 2013. június 30. ()    | Quenten Martinus       | holland            | KP                 | 22                 | Emmen              | 2013. július 1. ()     |
| Birtalan János       | magyar             | V                  | 20                 | Ferencváros II              | 2013. július 1. ()     | Máté János             | magyar             | CS                 | 23                 |                    | 2013. július 1. ()     |
| Nehéz Máté           | magyar             | CS                 | 19                 | Ferencváros II              | 2013. július 1. ()     | Marko Ranilovič        | szlovén            | K                  | 26                 | Kaposvári Rákóczi  | 2013. július 1. ()     |
| Popgeorgiev Pantelis | magyar             | KP                 | 18                 | Ferencváros II              | 2013. július 1. ()     | Sváb Dániel            | magyar             | V                  | 22                 | Energie Cottbus    | 2013. július 1. ()     |
| Hidvégi Sándor       | magyar             | V                  | 30                 | MTK Budapest                | 2013. július 8. ()     | Zsivóczky Norbert      | magyar             | KP                 | 25                 |                    | 2013. július 1. ()     |
| Jack Tuijp           | holland            | CS                 | 29                 | Volendam                    | 2013. július 8. ()     | Orosz Márk             | magyar             | KP                 | 23                 | Lombard Pápa (k.)  | 2013. július 4. ()     |
| Ulysse Diallo        | mali               | CS                 | 20                 | Sabab Szahel                | 2013. július 24. ()    | Batik Bence            | magyar             | KP                 | 19                 | MTK Budapest (k.)  | 2013. ?()              |
| Akeem Adams          | trinidadi          | V                  | 22                 | Central FC                  | 2013. augusztus 7. ()  | Aleksandar Alempijević | szerb              | KP                 | 25                 |                    | 2013. augusztus 13. () |
| David Mateos         | spanyol            | V                  | 22                 | Real Madrid CF              | 2013. szeptember 2. () |                        |                    |                    |                    |                    |                        |

Megjegyzés: (kv.) = kölcsönből vissza; (k.) = kölcsönbe

## Játékoskeret
2013. Szeptember 15-i állapot szerint. 
| No. |     | Poszt | Játékos              |
| --- | --- | ----- | -------------------- |
| 1   | HUN | K     | Kurucz Péter Ú       |
| 3   | NED | V     | Mark Otten           |
| 4   | HUN | V     | Hidvégi Sándor Ú     |
| 5   | GER | V     | Philipp Bönig        |
| 7   | BIH | KP    | Aleksandar Jovanović |
| 8   | HUN | KP    | Józsi György         |
| 10  | ROM | KP    | Andrei Ionescu       |
| 11  | NED | CS    | Arsenio Valpoort Ú   |
| 13  | HUN | CS    | Böde Dániel          |
| 14  | NED | CS    | Jack Tuijp Ú         |
| 16  | HUN | KP    | Csilus Tamás         |
| 17  | MLI | CS    | Ulysse Diallo Ú      |

| No. |     | Poszt | Játékos              |
| --- | --- | ----- | -------------------- |
| 19  | HUN | KP    | Gyömbér Gábor        |
| 21  | BIH | V     | Muhamed Bešić        |
| 22  | HUN | KP    | Busai Attila         |
| 25  | HUN | KP    | Buzsáky Ákos Ú       |
| 27  | NED | KP    | Julian Jenner        |
| 30  | SER | KP    | Vladan Čukić         |
| 33  | HUN | KP    | Holman Dávid         |
| 41  | HUN | K     | Kunsági Roland       |
| 44  | ESP | V     | David Mateos Ú       |
| 55  | HUN | K     | Jova Levente         |
| 88  | BRA | CS    | Somália              |
| 99  | BRA | CS    | Leonardo             |
| ##  | HUN | V     | Birtalan János       |
| ##  | HUN | KP    | Popgeorgiev Pantelis |

Kölcsönben lévő labdarúgók
| No. |     | Poszt | Játékos                    |
| --- | --- | ----- | -------------------------- |
| 17  | HUN | KP    | Batik Bence (MTK Budapest) |
| 39  | HUN | KP    | Orosz Márk (Lombard Pápa)  |

## Szakmai stáb

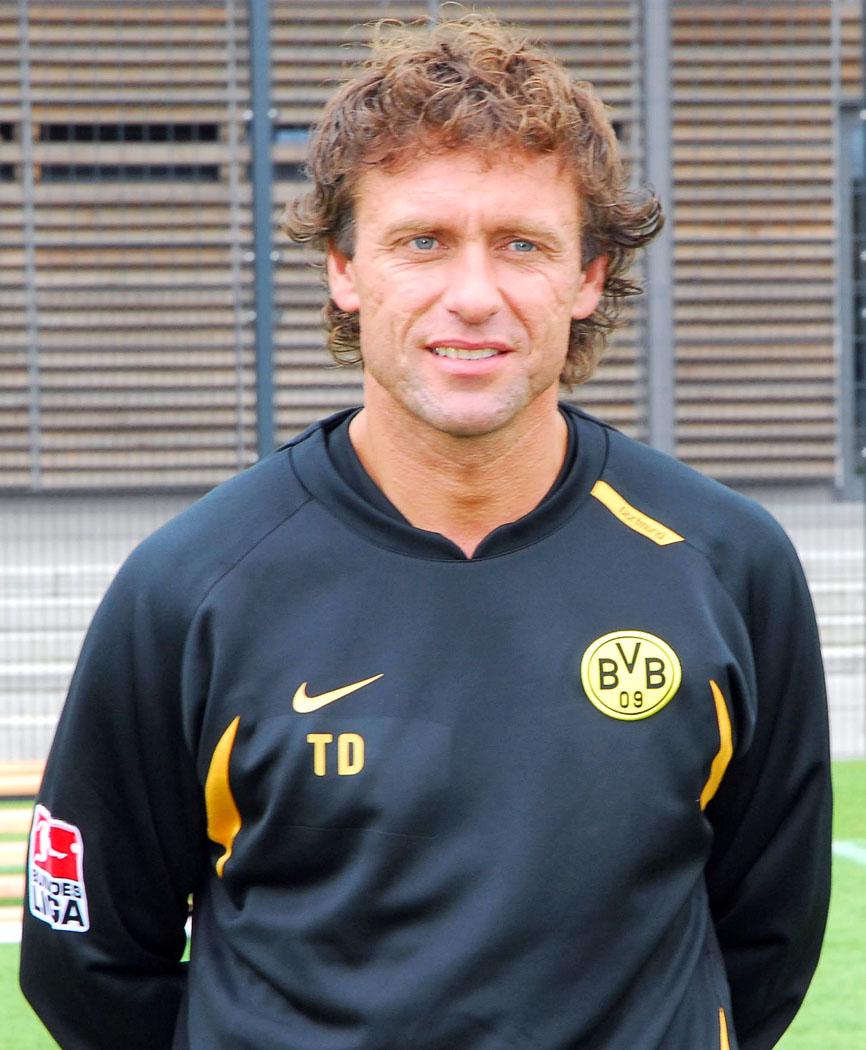
Thomas Doll a Ferencvárosi TC jelenlegi edzője

| Beosztás                      | Név                       |
| ----------------------------- | ------------------------- |
| Vezetőedző                    | Thomas Doll               |
| Pályaedző                     | Ralf Zumdick              |
| Pályaedző                     | Máté Csaba                |
| Kapusedző                     | Balogh Tamás              |
| Erőnléti edző                 | Bali Péter                |
| Masszőr                       | Eisemann László           |
| Masszőr                       | Lipcsei Gábor             |
| Szertáros / Masszőr           | Czakó Péter               |
| Technikai vezető              | Haáz Ferenc               |
| Orvos                         | Dr. Pánics Gergely        |
| Orvos                         | Dr. Reha Gábor            |
| Gyógytornász, Fizikoterapeuta | Dr. Szarvasné Magyar Irén |
| Sportpszichológus             | Nagy Sándor               |

## Bajnokság
A Magyar Labdarúgó-szövetség június 21-én készítette el az első osztály 2013–14-es szezonjának párosításait. Ez alapján eldőlt, hogy a Ferencváros a Pécsi MFC otthonában kezdi az idényt, július utolsó hétvégéjén.
      Győzelem
      Döntetlen
      Vereség

### 1–5. forduló
| 1. forduló 2013. július 27. 19:00 |

| Pécsi MFC                                          | 1 – 2               | Ferencváros                                                             |
| -------------------------------------------------- | ------------------- | ----------------------------------------------------------------------- |
| Koller 59' Márkvárt 3' Szatmári 61′ Frőhlich 90+4' | (0 – 1) Jegyzőkönyv | Tuijp 28' Valpoort 77' Bešić 31' Jenner 42' Alempijević 56' Gyömbér 76' |

| PMFC Stadion, Pécs Nézőszám: 3 500 Játékvezető: Szabó Zsolt (magyar) |

| 2. forduló 2013. augusztus 4. 16:30 |

| Ferencváros                                | 0 – 2               | Videoton                                           |
| ------------------------------------------ | ------------------- | -------------------------------------------------- |
| Jovanović 28' Valpoort 48' Alempijević 74′ | (0 – 1) Jegyzőkönyv | Nikolics 7' 76' (11-esből) Juhász 35' Sándor 90+2' |

| Puskás Ferenc Stadion, Budapest Nézőszám: 12 400 Játékvezető: Kassai Viktor (magyar) |

| 3. forduló 2013. augusztus 10. 21:00 |

| Győri ETO                       | 1 – 2               | Ferencváros               |
| ------------------------------- | ------------------- | ------------------------- |
| Varga 47' Völgyi 43' Lipták 71' | (0 – 0) Jegyzőkönyv | Holman 58' 39' Jenner 88' |

| ETO Park, Győr Nézőszám: 6 000 Játékvezető: Andó-Szabó Sándor (magyar) |

| 4. forduló 2013. augusztus 17. 21:00 |

| Ferencváros                                         | 2 – 0               | MTK Budapest                                    |
| --------------------------------------------------- | ------------------- | ----------------------------------------------- |
| Józsi 24' (11-esből) Holman 55' Čukić 28' Adams 58' | (1 – 0) Jegyzőkönyv | Vukmir 35' Nagy 71' Kálnoki Kis 86' Ladányi 86' |

| Puskás Ferenc Stadion, Budapest Nézőszám: 7 500 Játékvezető: Farkas Ádám (magyar) |

| 5. forduló 2013. augusztus 25. 16:30 |

| Debreceni VSC                                                                               | 4 – 1               | Ferencváros                               |
| ------------------------------------------------------------------------------------------- | ------------------- | ----------------------------------------- |
| Bódi 9' Volaš 48' 61' (11-esből) Szakály 90+3' Bouadla 8' Mészáros 65' Zsidai 76' Dombi 87' | (1 – 1) Jegyzőkönyv | Böde 36' 90' Jova 15' Adams 61' Bešić 63' |

| Oláh Gábor utca, Debrecen Nézőszám: 9 000 Játékvezető: Farkas Ádám (magyar) |

### 6–10. forduló
| 6. forduló 2013. augusztus 31. 19:00 |

| Ferencváros                                      | 1 – 0               | Kecskeméti TE      |
| ------------------------------------------------ | ------------------- | ------------------ |
| Diallo 3' Adams 26' Besic 39' Cukic 42' Böde 86' | (1 – 0) Jegyzőkönyv | Póti 51' Savić 56' |

| Puskás Ferenc Stadion, Budapest Nézőszám: 6 210 Játékvezető: Andó-Szabó Sándor (magyar) |

| 7. forduló 2013. szeptember 14. 20:00 |

| Lombard Pápa                            | 0 – 2               | Ferencváros                                  |
| --------------------------------------- | ------------------- | -------------------------------------------- |
| Présinger 78' Sekour 90' Quintero 90+3' | (0 – 1) Jegyzőkönyv | Böde 2' Holman 46' 31' Gerson 45' Diallo 55' |

| Perutz Stadion, Pápa Nézőszám: 4 000 Játékvezető: Kassai Viktor (magyar) |

| 8. forduló 2013. szeptember 22. 16:30 |

| Ferencváros                                                         | 3 – 1               | Újpest                                             |
| ------------------------------------------------------------------- | ------------------- | -------------------------------------------------- |
| Diallo 25' González 47' (öngól) Böde 77' 90+1' Gerson 17' Adams 19' | (1 – 1) Jegyzőkönyv | Tshibuabua 4' 61' Ngawa 12' Ligot 43' González 57' |

| Puskás Ferenc Stadion, Budapest Nézőszám: 22 094 Játékvezető: Szabó Zsolt (magyar) |

| 9. forduló 2013. szeptember 28. 16:00 |

| Puskás Akadémia                             | 3 – 1               | Ferencváros                                     |
| ------------------------------------------- | ------------------- | ----------------------------------------------- |
| Czvitkovics 16' Lencse 58' 76' 75' Tóth 38' | (1 – 0) Jegyzőkönyv | Vaszicsku 78' (öngól) Holman 35' Bešić 37′, 73′ |

| Sóstói Stadion, Székesfehérvár Nézőszám: 2 300 Játékvezető: Németh Ádám (magyar) |

| 10. forduló 2013. október 6. 16.30 |

| FTC                    | 1 – 2               | Budapest Honvéd                                            |
| ---------------------- | ------------------- | ---------------------------------------------------------- |
| Gyömbér 11' Mateos 41' | (1 - 1) Jegyzőkönyv | Alcibiade 37' Daud 53' Alcibiade 44' Baráth 47' Vécsei 58' |

| Puskás Ferenc Stadion, Budapest Nézőszám: 7 433 Játékvezető: Andó-Szabó Sándor (magyar) |

### 11–15. forduló
| 11. forduló 2013. október 20. 18:30 |

| Kaposvári Rákóczi                          | 1 – 1               | Ferencváros        |
| ------------------------------------------ | ------------------- | ------------------ |
| Mărkuș 57' Zámbó 11' Addo 90+3' Bőle 90+3' | (0 – 0) Jegyzőkönyv | Böde 89' Čukić 13' |

| Rákóczi Stadion, Kaposvár Nézőszám: 3 000 Játékvezető: Erdős József (magyar) |

| 12. forduló 2013. október 26. 16:00 |

| Ferencváros           | 1 – 1               | Mezőkövesd–Zsóry                                                        |
| --------------------- | ------------------- | ----------------------------------------------------------------------- |
| Diallo 68' Holman 66' | (0 – 1) Jegyzőkönyv | Szalai 41' 72' Kiss 26' Hegedűs 33' Farkas 44' Balajti 54' Bognár 90+5' |

| Puskás Ferenc Stadion, Budapest Nézőszám: 6 000 Játékvezető: Solymosi Péter (magyar) |

| 13. forduló 2013. november 2. 14:00 |

| Diósgyőr                                                      | 1 – 4               | Ferencváros                                              |
| ------------------------------------------------------------- | ------------------- | -------------------------------------------------------- |
| Futács 1' 33' Vadász 31' Kostić 61' Nikházi 71' Debreceni 75' | (1 – 1) Jegyzőkönyv | Jenner 14' Böde 46' 86' Gyömbér 52' Bešić 33' Mateos 43' |

| DVTK-stadion, Miskolc Nézőszám: 10 000 Játékvezető: Andó-Szabó Sándor (magyar) |

| 14. forduló 2013. november 10. 16:30 |

| Ferencváros         | 0 – 3               | Haladás                                                             |
| ------------------- | ------------------- | ------------------------------------------------------------------- |
| Bešić 55' Busai 86' | (0 – 2) Jegyzőkönyv | Halmosi 10' 65' Ugrai 22' Radó 8' Guzmics 17' Iszlai 39' Németh 88' |

| Puskás Ferenc Stadion, Budapest Nézőszám: 5 000 Játékvezető: Fábián Mihály (magyar) |

| 15. forduló 2013. november 24. 18:30 |

| Paksi FC                                              | 2 – 2               | Ferencváros                       |
| ----------------------------------------------------- | ------------------- | --------------------------------- |
| Bartha 60' Simon 64' Bori 79' Délczeg 84' Szabó 90+3' | (0 – 1) Jegyzőkönyv | Böde 43' 82' Jenner 65' Busai 90′ |

| Fehérvári út, Paks Nézőszám: 3 500 Játékvezető: Bognár Tamás (magyar) |

### 16–17. forduló – Az őszi szezon vége
| 16. forduló 2013. november 30. 20:00 |

| Ferencváros                                  | 1 – 2                         | Pécsi MFC                                                                        |
| -------------------------------------------- | ----------------------------- | -------------------------------------------------------------------------------- |
| Böde 6' Jovanović 17' Jenner 59' Bešić 90+4' | (1 – 2) Jegyzőkönyv Részletek | Mateos 13' (öngól) Koller 39' (11-esből) 62' Frőhlich 45' Márkvárt 66' Uzoma 88' |

| Puskás Ferenc Stadion, Budapest Nézőszám: 3 423 Játékvezető: Farkas Ádám (magyar) |

| 17. forduló 2013. december 8. 16:30 |

| Videoton                                                   | 2 - 3               | Ferencváros                                             |
| ---------------------------------------------------------- | ------------------- | ------------------------------------------------------- |
| Gomes 26' Nikolics 76' Juhász 73' Zé Luis 73' Vinícius 93' | (1 – 1) Jegyzőkönyv | Busai 13' 73' Böde 59' Jenner 63' Csukics 27' Besic 49' |

| Sóstói Stadion, Székesfehérvár Nézőszám: 4 390 Játékvezető: Andó-Szabó Sándor (magyar) |

### 18–22. forduló
| 18. forduló 2014. március 2. 16:30 |

| Ferencváros                                                | 1 – 1               | Győri ETO                                                      |
| ---------------------------------------------------------- | ------------------- | -------------------------------------------------------------- |
| Leonardo 74' 90+1' Bešić 22' Ugrai 43' Pavlović 48′, 90+2′ | (0 – 0) Jegyzőkönyv | Varga 87' Völgyi 24' Kalmár 53' Lang 82' Švec 83′ Lipták 90+2′ |

| Puskás Ferenc Stadion, Budapest Játékvezető: Solymosi Péter (magyar) |

| 19. forduló 2014. március 8. 16:00 |

| MTK Budapest                                                           | 3 – 2                         | Ferencváros                                             |
| ---------------------------------------------------------------------- | ----------------------------- | ------------------------------------------------------- |
| Pölöskei 1' Kanta 60' Torghelle 65' 56' Fejes 11' Csiki 63' Vukmir 84' | (1 – 1) Jegyzőkönyv Részletek | Somália 18' 76' Jenner 33′, 55′ Holman 81' Leonardo 83' |

| Hidegkuti Nándor Stadion, Budapest Nézőszám: 4500 Játékvezető: Andó-Szabó Sándor (magyar) |

| 20. forduló 2014. március 16. 16:30 |

| Ferencváros                             | 1 – 1                         | Debreceni VSC                       |
| --------------------------------------- | ----------------------------- | ----------------------------------- |
| Somália 8' 86' Jovanović 63' Mateos 67' | (1 – 1) Jegyzőkönyv Részletek | Volaš 27' Bouadla 58' Ludánszki 60' |

| Puskás Ferenc Stadion, Budapest Nézőszám: 8179 Játékvezető: Kassai Viktor (magyar) |

### 23–27. forduló
| 24. forduló 2014. április 12. 14:00 |

| Ferencváros                                            | 1 – 0               | Puskás Akadémia                                                          |
| ------------------------------------------------------ | ------------------- | ------------------------------------------------------------------------ |
| Leonardo 9' Böde 57' Gyömbér 63' Mateos 64' Holman 79' | (0 – 0) Jegyzőkönyv | Tamás 62′ Lencse 63' Polonkai 64' Vaszicsku 78' Szakály 83' Szekeres 93′ |

| Puskás Ferenc Stadion, Budapest Játékvezető: Erdős József (magyar) |

### A bajnokság végeredménye
| #   | Csapat                 | M  | GY | D  | V  | G+ – G– | GK  | P  | Megjegyzések                                   |
| --- | ---------------------- | -- | -- | -- | -- | ------- | --- | -- | ---------------------------------------------- |
| 1.  | DVSC–TEVA (B)          | 30 | 18 | 8  | 4  | 66–33   | +33 | 62 | 2014–2015-ös Bajnokok Ligája – 2. selejtezőkör |
| 2.  | Győri ETO FC CV (I)    | 30 | 18 | 8  | 4  | 58–32   | +26 | 62 | 2014–2015-ös Európa-liga – 2. selejtezőkör     |
| 3.  | Ferencvárosi TC (I)    | 30 | 17 | 6  | 7  | 47–33   | +14 | 57 | 2014–2015-ös Európa-liga – 1. selejtezőkör     |
| 4.  | Videoton FC            | 30 | 15 | 8  | 7  | 52–31   | +21 | 53 |                                                |
| 5.  | Diósgyőri VTK (I)      | 30 | 12 | 11 | 7  | 45–38   | +7  | 47 | 2014–2015-ös Európa-liga – 1. selejtezőkör     |
| 6.  | Szombathelyi Haladás   | 30 | 12 | 10 | 8  | 37–31   | +6  | 46 |                                                |
| 7.  | Pécsi MFC–Matias       | 30 | 12 | 9  | 9  | 41–38   | +3  | 45 |                                                |
| 8.  | MTK Budapest FC        | 30 | 11 | 7  | 12 | 42–36   | +6  | 40 |                                                |
| 9.  | Budapest Honvéd FC     | 30 | 10 | 6  | 14 | 37–39   | −2  | 36 |                                                |
| 10. | Kecskeméti TE          | 30 | 9  | 9  | 12 | 36–51   | −15 | 36 |                                                |
| 11. | MVM–Paks               | 30 | 8  | 10 | 12 | 39–42   | −3  | 34 |                                                |
| 12. | Lombard Pápa Termál FC | 30 | 9  | 6  | 15 | 32–50   | −18 | 33 |                                                |
| 13. | Újpest FC (KGY)        | 30 | 8  | 8  | 14 | 46–51   | −5  | 32 |                                                |
| 14. | Puskás Akadémia FC Ú   | 30 | 8  | 7  | 15 | 36–51   | −15 | 31 |                                                |
| 15. | Mezőkövesd-Zsóry FC Ú  | 30 | 6  | 6  | 18 | 27–52   | −25 | 24 | NB II                                          |
| 16. | Kaposvári Rákóczi FC   | 30 | 4  | 7  | 19 | 21–54   | −33 | 19 | NB II                                          |

Utolsó frissítés: 2014. június 1. 
Forrás: MLSZ adatbank 
A rangsorolás alapszabályai: 1. összpontszám, 2. győzelmek száma, 3. gólkülönbség, 4. szerzett gólok száma, 5. egymás elleni eredmények összpontszáma,  6. egymás elleni eredmények gólkülönbsége, 7. egymás elleni eredmények szerzett góljainak száma, 8. egymás elleni eredmények idegenben szerzett góljainak száma.
(B): Bajnokcsapat, (K): Kieső csapat, (F): Feljutó csapat, (I): Kupainduló, (R): A rájátszás győztese, (KGY): Kupagyőztes

### Eredmények összesítése
Az alábbi táblázatban összesítve szerepelnek a Ferencváros bajnokságban elért eredményei, különbontva hazai, illetve idegenbeli mérkőzésekre.
| Ősz/tavasz (forduló)    | Otthon | Otthon | Otthon | Otthon | Otthon | Otthon | Otthon | Idegenben | Idegenben | Idegenben | Idegenben | Idegenben | Idegenben | Idegenben |
| Ősz/tavasz (forduló)    | M      | GY     | D      | V      | LG–KG  | GK     | P      | M         | GY        | D         | V         | LG–KG     | GK        | P         |
| ----------------------- | ------ | ------ | ------ | ------ | ------ | ------ | ------ | --------- | --------- | --------- | --------- | --------- | --------- | --------- |
| Őszi szezon (1–17.)     | 8      | 3      | 1      | 4      | 9–11   | –2     | 10     | 9         | 5         | 2         | 2         | 18–15     | +3        | 17        |
| Tavaszi szezon (18–30.) | 2      | 0      | 2      | 0      | 2–2    | 0      | 2      | 1         | 0         | 0         | 1         | 2–3       | –1        | 0         |
| Összesen (1–30.)        | 10     | 3      | 3      | 4      | 11–13  | –2     | 12     | 10        | 5         | 2         | 3         | 20–18     | +2        | 17        |

### Helyezések fordulónként
Helyszín: O = Otthon; I = Idegenben. Eredmény: GY = Győzelem; D = Döntetlen; V = Vereség.
| Forduló  | 1  | 2 | 3  | 4  | 5 | 6  | 7  | 8  | 9 | 10 | 11 | 12 | 13 | 14 | 15 | 16 | 17 | 18 | 19 | 20 | 21 | 22 | 23 | 24 | 25 | 26 | 27 | 28 | 29 | 30 |
| -------- | -- | - | -- | -- | - | -- | -- | -- | - | -- | -- | -- | -- | -- | -- | -- | -- | -- | -- | -- | -- | -- | -- | -- | -- | -- | -- | -- | -- | -- |
| Helyszín | I  | O | I  | O  | I | O  | I  | O  | I | O  | I  | O  | I  | O  | I  | O  | I  | O  | I  | O  | I  | O  | I  | O  | I  | O  | I  | O  | I  | O  |
| Eredmény | GY | V | GY | GY | V | GY | GY | GY | V | V  | D  | D  | GY | V  | D  | V  | GY | D  | V  | D  |    |    |    |    |    |    |    |    |    |    |
| Helyezés | 5  | 8 | 5  | 5  | 5 | 3  | 3  | 2  | 3 | 4  | 4  | 5  | 4  | 6  | 5  | 7  | 5  | 5  | 7  | 8  |    |    |    |    |    |    |    |    |    |    |

A csapat helyezései fordulónként, idővonalon ábrázolva.

### Szerzett pontok ellenfelenként
Az alábbi táblázatban láthatóak a Ferencváros megszerzett pontjai, ellenfelenként bontva.
| Ellenfél          | Eredmény | Eredmény  | Pontok |
| Ellenfél          | Otthon   | Idegenben | Pontok |
| ----------------- | -------- | --------- | ------ |
| Budapest Honvéd   | 1–2      | 2–0       | 3      |
| Debreceni VSC     | 1–1      | 1–4       | 1      |
| Diósgyőr          | 2–1      | 4–1       | 6      |
| Győri ETO         | 1–1      | 2–1       | 4      |
| Haladás           | 0–3      | 1–0       | 3      |
| Kaposvári Rákóczi | 1–0      | 1–1       | 4      |
| Kecskeméti TE     | 1–0      | 0–0       | 4      |
| Lombard Pápa      | 4–0      | 2–0       | 6      |
| Mezőkövesd-Zsóry  | 1–1      | 1–0       | 4      |
| MTK Budapest      | 2–0      | 2–3       | 3      |
| Paksi FC          |          | 2–2       | 1      |
| Pécsi MFC         | 1–2      | 2–1       | 3      |
| Puskás Akadémia   | 1–0      | 1–3       | 3      |
| Újpest            | 3–1      | 2–1       | 6      |
| Videoton          | 0–2      | 3–2       | 3      |

## Magyar kupa
Győzelem
      Döntetlen
      Vereség
| 2013. október 29. 12:30 |

| Szekszárd | 0 – 10              | Ferencváros                                                                                         |
| --------- | ------------------- | --------------------------------------------------------------------------------------------------- |
| Ranga 37′ | (0 – 3) Jegyzőkönyv | Böde 9' 71' 78' Gyömbér 16' Józsi 38' (11-esből) 48' Somália 61' Bönig 73' Valpoort 82' Busai 90+1' |

| Szekszárdi Városi Stadion, Szekszárd Nézőszám: 2 650 fő Játékvezető: Szilasi Szabolcs (magyar) |

Nyolcaddöntő
| 2013. november 27. 18:00 |

| Ferencváros                   | 0 – 0               | Újpest                 |
| ----------------------------- | ------------------- | ---------------------- |
| Böde 20' Gerson 75' Bešić 82′ | (0 – 0) Jegyzőkönyv | Kabát 28' González 83' |

| Puskás Ferenc Stadion, Budapest Nézőszám: 8 845 Játékvezető: Iványi Zoltán (magyar) |

| 2013. december 4. 18:00 |

| Újpest                             | 1 – 0               | Ferencváros                                     |
| ---------------------------------- | ------------------- | ----------------------------------------------- |
| Vasiljević 72' Kabát 45' Simon 76' | (0 – 0) Jegyzőkönyv | Jovanović 45' Busai 45' Gerson 68' Mateos 90+4' |

| Szusza Ferenc Stadion, Budapest Nézőszám: 5 850 Játékvezető: Kassai Viktor (magyar) |

## Ligakupa
Győzelem
      Döntetlen
      Vereség

### Csoportkör (F csoport)
| 1. forduló 2013. szeptember 4. 20:30 |

| Ferencváros                       | 2 – 1               | Sopron                  |
| --------------------------------- | ------------------- | ----------------------- |
| Ionescu 24' Diallo 53' Mateos 78' | (1 – 0) Jegyzőkönyv | Nyilasi 61' Horváth 52' |

| Puskás Ferenc Stadion, Budapest Nézőszám: 400 Játékvezető: Szilasi Szabolcs (magyar) |

| 2. forduló 2013. szeptember 11. 17:00 |

| Tatabánya                                    | 1 – 4               | Ferencváros                                                  |
| -------------------------------------------- | ------------------- | ------------------------------------------------------------ |
| Szabó 2' Radnai 36' Ludánszki 44' Kovács 44′ | (1 – 3) Jegyzőkönyv | Holman 40' Diallo 43' 45' Mateos 57' Valpoort 82' Gerson 84' |

| Grosics Gyula Stadion, Tatabánya Nézőszám: 800 Játékvezető: Szőts Gergely (magyar) |

| 3. forduló 2013. november 16. 17:00 |

| Ferencváros                   | 2 – 1               | Győri ETO                                                 |
| ----------------------------- | ------------------- | --------------------------------------------------------- |
| Diallo 52' 61' 23' Mateos 53' | (0 – 1) Jegyzőkönyv | Varga 38' Martínez 27' Lipták 40' Střeštík 83' Kalmár 88' |

| Puskás Ferenc Stadion, Budapest Nézőszám: 2 500 Játékvezető: Oláh Gábor (magyar) |

| 4. forduló 2013. október 16. 19:30 |

| Győri ETO                                                | 4 – 1               | Ferencváros                       |
| -------------------------------------------------------- | ------------------- | --------------------------------- |
| Varga 8' 88' Kronaveter 45' 82' Andrić 73' Mevoungou 49' | (2 – 1) Jegyzőkönyv | Gyömbér 30' Ionescu 52' Čukić 82' |

| ETO Park, Győr Játékvezető: Szőts Gergely (magyar) |

| 5. forduló 2013. november 13. 18:00 |

| Ferencváros           | 2 – 0               | Tatabánya |
| --------------------- | ------------------- | --------- |
| Gyömbér 31' Busai 69' | (1 – 0) Jegyzőkönyv | Páles 19' |

| Puskás Ferenc Stadion, Budapest Nézőszám: 200 Játékvezető: Veizer Roland (magyar) |

| 6. forduló 2013. november 20. 17:00 |

| Sopron     | 1 – 3               | Ferencváros                                 |
| ---------- | ------------------- | ------------------------------------------- |
| Nyilasi 4' | (1 – 1) Jegyzőkönyv | Böde 23' 57' 61' Valencsik 5′ Jovanović 65' |

| Káposztás utcai Stadion, Sopron Nézőszám: 500 Játékvezető: Radványi Ádám (magyar) |

### Az F csoport végeredménye
| Csapat      | M | Gy | D | V | G+ | G– | Gk  | P  |
| ----------- | - | -- | - | - | -- | -- | --- | -- |
| Ferencváros | 6 | 5  | 0 | 1 | 12 | 10 | +2  | 15 |
| Győri ETO   | 6 | 4  | 1 | 1 | 21 | 5  | +16 | 13 |
| Sopron      | 6 | 2  | 1 | 3 | 13 | 11 | +2  | 7  |
| Tatabánya   | 6 | 0  | 0 | 6 | 2  | 26 | –24 | 0  |

### Nyolcaddöntő
| Első mérkőzés 2014. február 22. 14:00 |

| Haladás                       | 0 – 0               | Ferencváros                                |
| ----------------------------- | ------------------- | ------------------------------------------ |
| Iszlai 33' Nagy 45' Fehér 89' | (0 – 0) Jegyzőkönyv | Bešić 11' Bönig 23' Pavlović 55' Čukić 71' |

| Rohonci út, Szombathely Nézőszám: 1 700 Játékvezető: Oláh Gábor (magyar) |

| Visszavágó 2014. március 4. 18:00 |

| Ferencváros        | 2 – 0               | Haladás                                     |
| ------------------ | ------------------- | ------------------------------------------- |
| Jenner 76' 90' 87' | (0 – 0) Jegyzőkönyv | Iszlai 17' Simon 58' Zsirai 75' Halmosi 85' |

| Puskás Ferenc Stadion, Budapest Játékvezető: Iványi Zoltán (magyar) |

### Negyeddöntő
| Első mérkőzés 2014. március 19. 18:00 |

| Ferencváros                                                          | 4 – 0               | Lombard Pápa            |
| -------------------------------------------------------------------- | ------------------- | ----------------------- |
| Ugrai 5' (11-esből) 9' 49' Jenner 61' Holman 84' Čukić 14' Bešić 82' | (2 – 0) Jegyzőkönyv | Tóth G. 13' Kulcsár 36' |

| Puskás Ferenc Stadion, Budapest Játékvezető: Fábián Mihály (magyar) |

## Felkészülési mérkőzések
A csapat június 24-én kezdte meg a felkészülést, a népligeti edzőkomplexumban. Június 29-én játszották le első felkészülési mérkőzésüket, amelyen 4–1-re verték a harmadosztályú Tolle UFC Szekszárd gárdáját. A következő összecsapásra július 3-án került sor, a másodosztályú Vasas ellen. A 4–1-s hazai sikerrel végződő találkozót ezer néző tekintette meg a Puskás Ferenc Stadionban. Július 6-án a marokkói címvédő, és egyben rekordbajnok, Raja Casablanca csapatát győzték le Telkiben, 3–2 arányban. Július 10-én a lengyel bajnokságban szereplő, és a 2012–13-as szezonban az Európa-liga indulást érő negyedik helyen végző, Piast Gliwice ellen léptek pályára (1–1).
| 2013. június 29. 17:00 |

| Ferencváros                             | 4 – 1               | TOLLE UFC Szekszárd      |
| --------------------------------------- | ------------------- | ------------------------ |
| Čukić 12' Böde 18' Jenner 27' Busai 48' | (3 – 0) Jegyzőkönyv | 75' (11-esből) 77' Hencz |

| Puskás Ferenc Stadion, Budapest Nézőszám: zárt kapuk mögött |

| 2013. július 3. 17:00 |

| Ferencváros                               | 4 – 1               | Vasas                 |
| ----------------------------------------- | ------------------- | --------------------- |
| Böde 8' 48' 38' Somália 18' Halilagic 71' | (2 – 1) Jegyzőkönyv | 21' (11-esből) Crisan |

| Puskás Ferenc Stadion, Budapest Nézőszám: 1423 |

| 2013. július 6. 18:00 |

| Ferencváros                        | 3 – 2               | Raja Casablanca                             |
| ---------------------------------- | ------------------- | ------------------------------------------- |
| Böde 14' 28' Somália 88' Čukić 28' | (2 – 1) Jegyzőkönyv | 26' (11-esből) Salhi 50' Kachani 78' Mabidé |

| Globall Football Park & Sporthotel, Telki Nézőszám: zárt kapuk mögött |

| 2013. július 10. 13:00 |

| Ferencváros | 1 – 1               | Piast Gliwice              |
| ----------- | ------------------- | -------------------------- |
| Böde 66'    | (0 – 0) Jegyzőkönyv | 70' Klepczyński 37' Hanzel |

| Globall Football Park & Sporthotel, Telki Nézőszám: zárt kapuk mögött |

| 2013. július 13. 18:00 |

| Ferencváros              | 3 – 2               | Kozármisleny      |
| ------------------------ | ------------------- | ----------------- |
| 1' Valpoort 47' 80' Böde | (1 – 2) Jegyzőkönyv | Nagy K. 45' Varga |

| Globall Football Park & Sporthotel, Telki Nézőszám: zárt kapuk mögött Játékvezető: Szabó Zsolt |

| 2013. július 16. 18:00 |

| Ferencváros | 1 – 0               | Leeds United |
| ----------- | ------------------- | ------------ |
| Böde 52'    | (0 - 0) Jegyzőkönyv | 79' Warnock  |

| Fazanerija Stadion, Muraszombat (Szlovénia) Nézőszám: 1000 |

| 2013. július 22. 16:00 |

| Ferencváros                                 | 3 – 0               | FK Voždovac |
| ------------------------------------------- | ------------------- | ----------- |
| Čukić 41' Józsi 60' (11-esből) Valpoort 76' | (1 - 0) Jegyzőkönyv |             |

| Globall Football Park & Sporthotel, Telki Nézőszám: zárt kapuk mögött |

## Statisztikák

### Góllövőlista
Az alábbi táblázatban látható a szezon összes ferencvárosi gólszerzője (MLSZ által kiírt sorozatokat számítva). Zárójelben a 11-esből szerzett találatok száma szerepel. Holtversenynél az ábécé rangsorolt.
| Játékos | NB I | Kupa | Ligakupa | Összesen |
| ------- | ---- | ---- | -------- | -------- |

### Mérkőzések statisztikái
| Lejátszott mérkőzések száma        |
| Győzelmek száma                    |
| Döntetlenek száma                  |
| Vereségek száma                    |
| Szerzett gólok száma               |
| Kapott gólok száma                 |
| Gólkülönbség                       |
| Sárga lapok                        |
| Kiállítások                        |
| Legtöbbet figyelmeztetett játékos  |
| Legnagyobb arányú győzelem         |
| Legnagyobb arányú vereség          |
| Legmagasabb hazai nézőszám         |
| Legalacsonyabb hazai nézőszám      |
| Legtöbbször pályára lépett játékos |
| Házi gólkirály                     |
| Pontok                             |

### Kiírások
A Ferencváros ebben a szezonban három kiírás küzdelmeiben vesz részt.
| Kiírás      | Statisztikák | Statisztikák | Statisztikák | Statisztikák | Statisztikák | Statisztikák | Kezdő forduló | Végső forduló/ helyezés | Mérkőzések dátumai | Mérkőzések dátumai |
| Kiírás      | M            | GY           | D            | V            | LG–KG        | GK           | Kezdő forduló | Végső forduló/ helyezés | Első               | Utolsó             |
| ----------- | ------------ | ------------ | ------------ | ------------ | ------------ | ------------ | ------------- | ----------------------- | ------------------ | ------------------ |
| NB I        |              |              |              |              |              |              | –             |                         | 2013. 07. 27.      |                    |
| Magyar kupa |              |              |              |              | –            |              |               |                         |                    |                    |
| Ligakupa    |              |              |              |              | –            |              | Csoportkör    |                         |                    |                    |

## Nézőszámok
Az alábbi táblázatban szerepelnek a Ferencváros 2013–14-es szezonjának hazai nézőszámai. (Csak a hivatalos mérkőzések!)
      NB I
      Magyar kupa
      Ligakupa
| Időpont       | Kiírás            | Ellenfél          | Nézőszám  |
| 2013. 08. 04. | NB I, 2. forduló  | Videoton          | 12 400 fő |
| 2013. 08. 17. | NB I, 4. forduló  | MTK Budapest      | 8 490 fő  |
| 2013. 08. 31. | NB I, 6. forduló  | Kecskeméti TE     | 6 210 fő  |
| 2013. 09. 22. | NB I, 8. forduló  | Újpest            | 22 094 fő |
| 2013. 10. 06. | NB I, 10. forduló | Budapest Honvéd   | 7 433 fő  |
| 2013. 10. 26. | NB I, 12. forduló | Mezőkövesd-Zsóry  | 5 687 fő  |
| 2013. 11. 10. | NB I, 14. forduló | Haladás           | 6 758 fő  |
| 2013. 11. 30. | NB I, 16. forduló | Pécsi MFC         | 3 423 fő  |
| 2014.         | NB I, 18. forduló | Győri ETO         | 11 228 fő |
| 2014.         | NB I, 20. forduló | Debreceni VSC     | 8 179 fő  |
| 2014.         | NB I, 22. forduló | Lombard Pápa      | 6 122 fő  |
| 2014.         | NB I, 24. forduló | Puskás Akadémia   | 6 952 fő  |
| 2014.         | NB I, 26. forduló | Kaposvári Rákóczi | 5 344 fő  |
| 2014.         | NB I, 28. forduló | Diósgyőr          | 11 171 fő |
| 2014.         | NB I, 30. forduló | Paksi FC          |           |

## TV-közvetítések
A Ferencváros csapata a 2013–14-es szezonban először 2013. július 6-án, a Sport TV jóvoltából került először a képernyőre. Ekkor a Raja Casablanca elleni felkészülési találkozójukat tűzte műsorára a csatorna.
A csapat a szezon során ezidáig összesen 2 alkalommal került képernyőre.
| Sport TV | 2013. 07. 06. 18:00 | Ferencváros–Raja Casablanca |
| Sport TV | 2013. 07. 10. 13:00 | Ferencváros–Piast Gliwice   |